# Chororqui
El chororqui (en guaraní, mandi’o chyryry kesu), es un revuelto de mandioca y queso que se caracteriza por aprovechar los restos de este tubérculo que servían como guarnición de los platos principales que se sirven especialmente en el almuerzo. Su preparación base es similar al revuelto Gramajo, pero emplea trozos de mandioca frita en lugar de papas fritas.
Los ingredientes que llevan son los restos de mandioca sancochada, huevos, cilantro o perejil, cebolla o cebollita de verdeo y queso Paraguay. Al igual que la tortilla y algunas preparaciones de la cocina tradicional paraguaya, es un plato versátil que puede incluir tocinos, carne molida, carne de cerdo, jamón, chorizos u otros embutidos.
La preparación de este plato consiste en cortar la mandioca sancochada en trozos cuadrados y rehogarlos en aceite junto con las cebollas hasta que éstas se doren. Luego se complementan los huevos, hortalizas o derivados de carne y por último se agrega el queso Paraguay. Generalmente se respeta este orden de cocción para mejor rendimiento del queso.